# 布倫訥斯萊烏
布倫訥斯萊烏（丹麥語：Brønderslev），丹麥北日德蘭島上的一座城市，布倫訥斯萊烏市鎮的首府。

## 交通
- 火车：布倫訥斯萊烏站（英语：Brønderslev station）——连接奥尔堡和腓特烈港
- 公路：欧洲E39公路
- 机场：奥尔堡机场（英语：Aalborg Airport）